# Eusebio Quiroz Paz-Soldán
Eusebio Quiroz Paz-Soldán (Arequipa, 26 de noviembre de 1940-ibidem, 24 de abril de 2023) fue un historiador y catedrático peruano. Fue coautor del libro Historia General de Arequipa y defensor de la teoría del mestizaje en la ciudad con el objetivo de comprender la identidad local. Se lo puede considerar[¿según quién?] como una de las mentes más destacadas de la ciencia histórica en Arequipa, tanto por la crítica hacia el origen mestizo de la ciudad, como por su prolifera producción de obras para la reconstrucción, análisis y comprensión de la historia de la "Ciudad Blanca"

## Biografía
Su padre fue Pedro Quiroz Pantigoso y su madre Dymphna Paz Soldán. Según afirma el biógrafo Hélard Fuentes, sus padres se casaron el 6 de abril de 1929, y la familia estuvo integrada por los hermanos: Pedro Ludwing (1930), Lázaro Enrico Elder (1931), Frida Nilda Dymphna (1933) y Nancy (1935). Realizó sus estudios secundarios en el colegio San Jerónimo y los superiores en la Universidad Nacional de San Agustín.
Fue autor de varios trabajos sobre temas históricos: Cien años después 1879-1979, reflexiones sobre la Guerra del Pacífico (1984), En torno a mi ciudad: Arequipa (1988), Arequipa, pasado y presente (1990), Jorge Basadre: maestro y amigo (2004), Para enseñar historia del Perú (2008), entre otros. 
En 1989 su obra Cien años después. Reflexiones sobre la Guerra del Pacífico ganó el premio del concurso de historia organizado por la Fundación Manuel J. Bustamante de la Fuente.[cita requerida]
Fue catedrático de la Universidad Nacional de San Agustín, Universidad Católica San Pablo, Universidad Católica de Santa María y Universidad La Salle. También fue miembro de la Academia Nacional de Historia del Perú. 
En 2019 fue declarado Hijo ilustre de la ciudad de Arequipa. Ha recibido reconocimientos y distinciones a nivel nacional.[cita requerida]

## Obras
- Cien años después. Reflexiones sobre la Guerra del Pacífico, 1879-1979
- Historia del Santuario de Chapi en Arequipa, 1985
- En torno a mi ciudad: Arequipa (1988)
- Historia general de Arequipa, (1990) Coautor con Máximo Neira, Guillermo Galdos, Alejandro Málaga y Juan Guillermo Carpio Muñoz.
- Arequipa en la Guerra con Chile (1991)
- La imagen histórica del Almirante Miguel Grau, 1993
- La imagen histórica de Europa en el Perú del siglo XIX, 1998
- Historia de la Academia Lauretana de Ciencias y Artes (1999) en coautoría con Héctor Ballón y Guillermo Galdos.
- 101 años de historia y tradición jurídica. Ilustre Colegio de Abogados de Arequipa (2012) en coautoría con Héctor Ballón Lozada y Mario Rommel Arce Espinoza
- Obra Histórica de Arequipa (2011)
- Identidad cultural mestiza de Arequipa (2020)

## Distinciones
- Premio Nacional de Historia (1979)